# General
En general (latin: generalis, "almindelig") er en officer af (næst)højeste militær rang, sædvanligvis brugt i hære, men forekommer i nogle nationers luftvåben og politistyrker.
Rangen over general er enten generaloberst, som kun findes i visse lande, eller (general)feltmarskal, som oftest kun bruges i krigstid.
Den tilsvarende titel i sømilitære styrker (marinen) er admiral.

## Anvendelse af generaltitlen
Betegnelsen general anvendes på to måder. 
- Som en fælles titel for alle grader af generalsklassen.
- Som en specifik rang.

### Rangorden for danske officerer af generalsklassen
Generalers gradstegn er store stjerner på skuldrene.
- General, fire stjerner (Forsvarschefen og tidligere Prins Henrik; à la suite)
- Generalløjtnant, tre stjerner
- Generalmajor, to stjerner
- Brigadegeneral, en stjerne

## General i Danmark
General (ɡenəˈʁaːl) er den højeste rang af Hæren og Flyvevåbnet. Som en firestjernet rang svarer det til Admiral i Søværnet.
General er klassificeret som OF-9 i NATO. og har lønniveau M406 ved Forsvarsministeriet. Graden er forbeholdt Kongen og Forsvarschefen.

### Historie
Graden kan spores tilbage til 1567, da Daniel Rantzau blev udnævnt til "generalkaptajn og feltoberst" af Frederik 2.. Eftersom Danmark brugte tysk som kommandosprog og var stærkt inspireret af tyske grader, blev rangen senere gjort tjenestespecifik med "general til fods" og "general til hest". Den 25. maj 1671 udgave Christian 5. den første Rangfølgen i Danmark. Her blev generaler placeret under Feltmarskal Lieutenant, og over adelsrangen af greve og den militære rang af generalløjtnant.
Ved Hærloven af 1842 blev feltmarskal graderne fjernet, hvilket gjorde general til den højeste rang og udelukket for kongen og Arveprins Ferdinand. Som en del af Hærloven af 1867 blev graderne major og oberstløjtnant fjernet, samt med at de individuelle general grader blev sammenlagt. Ved Hærloven af 1880 blev de forskellige general grader genindført. Her blev kommanderende generaler for 1. og 2. Generalkommando generalløjtnant, mens alle andre tidligere generaler blev generalmajor. Dermed blev graden igen gjort eksklusiv for de kongelige.
Med oprettelsen af Forsvaret og Forsvarskommandoen blev det besluttet, at officerer som blev udnævnt til Forsvarschef ville få graden som general eller admiral. Samtidig blev graden af general også den højeste rang ved det nyligt oprettede flyvevåben. 

### Gradstegn
Den første officielle generalsuniform blev indstiftet den 29. september 1737. Selvom de første uniform designs ikke har overlevet, var det sandsynligvis røde frakker med meget pynt. Den røde frakke forblev indtil 1768, da Claude-Louis de Saint-Germain indførte hvide uniformer til generaler, disse varede dog kun kort tid, og blev fjernet igen i 1769. I 1772 blev de første rigtige gradstegn introduceret, hvor at generaler havde tre guldringe på manchetterne, generalløjtnant havde to og generalmajor havde én. Dette forblev med ændring indtil 1785, da disse gradstegn blev fjernet.
I 1801, kom der nye uniform til hele hæren, og gradstegn til alle officerer. Officererne fik epauletter, hvor generalerne havde store seksspidsede stjerner. Generalernes gradstegn forblev mere eller mindre uændret indtil 1979, da Danmark vedtog NATO STANAG 2116. Det blev bestemt at den nye Brigadegeneral grad skulle have én stjerne, hvilket ville betyde at general ville få fire stjerner. Dette blev dog anset for at være for voldsomt og der blev derfor specialdesignet en ny distinktion med marskalstave. Dog blev den kun brugt under O.K. Linds tid som forsvarschef, og da Jørgen Lyng blev udnævnt havde han fire stjerner.

#### Eksempler
- Distinktioner for General
- Generaluniform (1801–?)
- Tjenesteuniform (1910–1915)
- ... (1915–1923)
- ... (1923–1952)
- ... (1952-1963)
- ... (1963–1983)
- ... (1983-1989)
- ... (1989-2018)
- ... (2018-nuværende)
- Flyvevåbnet

### Fungerende danske officerer af generalsklassen i 2009
Danmark havde i 2009 29 officerer af generalsklassen. en firestjernet general, fire generalløjtnanter, fjorten generalmajorer og ti brigadegeneraler. 
Nogle af brigadegeneralerne er oberster, midlertidigt udnævnt under tjeneste uden for Danmarks grænser (f.eks. forsvarsattachéen ved ambassaden i Washington D.C.).

## Udlandet
En general i Romerriget var legatus, i Grækenland strategos og i Japan shōgun. Hos stormagter kan en firestjernet general have kommandoen over en armé (ca. tre armékorps), og være underlagt en feltmarskal. En Air Chief Marshal i Royal Air Force svarer til en firestjernet general.
Før invasionen i Normandiet i 1944, under anden verdenskrig, blev general Eisenhover dog udnævnt til øverstkommanderende for de allierede styrker, i Europa, med feltmarskal Montgomery som lavere rangerende.

## Femstjernet general
Den amerikanske hær havde efter den amerikanske borgerkrig og i forbindelse med 2. verdenskrig femstjernede generaler kaldet General of the Army, bl.a. var Dwight D. Eisenhower det. Efter det amerikanske luftvåben blev oprettet, blev Henry H. Arnold femstjernet General of the Air Force.

## Andre landes gradstegn for hærgeneraler
- General
Sverige
- General
Norge
- General
Tyskland
- général d'armée
Frankrig
- Στρατηγός
Grækenland
- generale di corpo d'armata 
Italien
- landmacht generaal
Holland
- General
USA

## Andre landes gradstegn for flyvergeneraler
- général d'armée aérienne 
Frankrig
- Πτέραρχος
Grækenland
- capo di Stato maggiore
Italien
- luchtmacht generaal
Holland

## Generaler

### Kendte generaler
- General Erwin Rommel (senere feltmarskal) - øverste chef for den tyske hær i Afrika, senere hen for Atlantvolden
- General Henry H. Arnold – øverste chef for den amerikanske hærs luftvåben (USAAF) under 2. verdenskrig
- General Dwight D. Eisenhower – øverstbefalende for de allierede styrker i Europa under 2. verdenskrig
- Generalissimo Franco – Spaniens diktator 1939-75.
- General Jaruzelski – Polens diktator 1981-90.
- General Robert E. Lee – Leder af sydstatshæren.
- Overgeneral de Meza – Chef for de danske landtropper i 2. Slesvigske Krig 1864.
- George S. Patton – Amerikansk pansergeneral i 2. verdenskrig.
- General Augusto Pinochet – Chiles diktator 1973-90
- General H. Norman Schwarzkopf – Koalitionens øverstbefalende i Golfkrigen, 1991.

### Fiktive generaler
- General Alcazar – fra San Theodoros i Tintinuniverset.
- General Anatol Gogol – Leder af KGB i Agent 007-film.
- General Grievous – Øverstkommanderende for Separatisterne i Sith-fyrsternes hævn (Stjernekrigen), 2005.
- General Amos T. Langsohm – Basserne (avisstribe)
- General Aelius Maximus Decimus Meridius – Russell Crowes rolle i Gladiator 2000.
- General Maximilian Veers – Kejserlig officer i Stormtropperne i Imperiet slår igen (Stjernekrigen), 1980.
- Gedebukkebens-over-og-under-general-krigs-kommandersergent – Hyrdinden og skorstensfejeren 1845.